# Palaeoscincus
Palaeoscincus is een geslacht van plantenetende ornithischische dinosauriërs, behorend tot de Ankylosauria, dat tijdens het late Krijt leefde in het gebied van het huidige Noord-Amerika.
Gedurende de jaren vijftig van de negentiende eeuw stuurde de natuurvorser Ferdinand Vandiveer Hayden regelmatig kleine fossielen op naar de paleontoloog Joseph Leidy, die hij gevonden had op zijn reizen in het Wilde Westen. Daartoe behoorde ook een losse tand, opgeraapt bij de Judith River in het toenmalige Nebraska Territory, nabij Fort Benton in het huidige Montana.
In 1856 benoemde en beschreef Leidy op basis van deze tand de typesoort Palaeoscincus costatus. De geslachtsnaam is afgeleid van het Oudgriekse παλαιός, palaios, "oud in jaren" en een gelatiniseerd σκίγγος, skingos, "skink". De soortaanduiding betekent "geribbeld" in het Latijn.
Het holotype, ANSP 9263, is vermoedelijk afkomstig uit een laag van de Judith River Formation, daterend uit het vroege Campanien. Het bestaat uit een afgesleten tand met nog een stuk tandwortel. De tand toont watererosie. Het geheel is minder dan een centimeter lang en breed. De ribbels waarnaar de soortaanduiding verwijst zijn de resten van drie vertandingen per snijrand. De tandbasis is iets verdikt. Later zouden nog wat tanden uit Montana aan deze soort toegewezen worden: in 1922 door William Diller Matthew specimen AMNH 5665 en in 1972 door Ashok Sahni specimen AMNH 8542, gevonden bij Clambank Hollow. De tand is ankylosaurisch en zo werd het geslacht Palaeoscincus een prullenbak voor ankylosaurische tanden van onduidelijke plaatsing. Volgens Walter Preston Coombs is het een nomen dubium en gaat het om een niet te determineren lid van de Nodosauridae. Het zou daarmee de eerste ankylosaurische soortnaam zijn die op grond van Amerikaans materiaal benoemd is.
In 1892 benoemde Othniel Charles Marsh een gelijksoortige tand als Palaeoscincus latus, "de brede". De soortaanduiding verwees naar de bredere kroon van het holotype, YPM 4810, een tand met een lange tandwortel die gevonden was bij Peterson’s Quarry, in Niobrara County, Wyoming, in lagen van het vroege Maastrichtien. De kroon is een halve centimeter breed en vier millimeter hoog. Het gaat hier om een nomen dubium en wellicht een lid van de Pachycephalosauridae.
In 1902 benoemde Lawrence Morris Lambe op basis van specimen NMC 1349, een tand bij de Berry Creek gevonden in het Campanien van Alberta, een Palaeoscincus asper, "de ruwe". Hieraan zouden verder geen tanden toegewezen worden. Het wordt beschouwd als een nomen dubium. Het gaat om een ankylosauriër, wellicht Euoplocephalus tutus.
In 1910/1912 werd door Robert Broom de schedel van een lid van de Stegosauria, gevonden in Zuid-Afrika benoemd als een Palaeoscincus africanus. In 1929 werd dit door Franz Nopcsa een apart geslacht gemaakt: Paranthodon.
In 1914 schiep de geoloog Karl ("Charles") L. Henning ongewild een soort toen een manuscript van hem waarin op de naam Palaeoscincus de zin Mag oder nicht... begon door de zetter gelezen werd als bevattend een soortnaam "Palaeoscincus magoder". Dit is dus niet meer dan een zetfout.
In 1915 hernoemde Edwin Hennig de ankylosauride Euoplocephalus tutus in een Palaeoscincus tutus. De identiteit wordt tegenwoordig niet aanvaard.
In 1930 benoemde Charles Whitney Gilmore een Palaeoscincus rugosidens, "ruwtand". In 1939 werd dit door Loris Shano Russell hernoemd tot een Edmontonia rugosidens. Het wordt sinds 1988 ook wel gezien als een apart geslacht Chassternbergia. Ook na 1939 werd al meestal een onderscheid gehandhaafd met Edmontonia laticeps, zowel in de populaire als de wetenschappelijke literatuur. De niet-zeldzame verwijzingen naar een "Palaeoscincus" gepubliceerd na 1930 hebben zo meestal op dit lid van de Nodosauridae betrekking.